# Łódź
Łódź (kiejtéseⓘ, IPA: [wuʥ], jelentése csónak, németül Lodz, Lodsch, 1940–1945: Litzmannstadt) népessége alapján Lengyelország negyedik legnagyobb városa, a Łódźi vajdaság központja, a Łódźi főegyházmegye érseki székvárosa. Az ország közepén található, a łódźi fennsíkon, amely vízválasztó a Visztula és Odera vízgyűjtő területe között.
Nevének eredete nem tisztázott, a számos feltételezés – egyesek szerint a Łodzic nemzetségnévből, mások szerint a łoza (fűzfa) szóból, a Łódka folyó nevéből, a łódź szóból (csónak, ladik) vagy a Włodzisław személynévből ered – a kutatások fényében valótlannak bizonyult.
Łódź területén 18 kisebb-nagyobb folyó és patak folyik keresztül: a Ner, a Łódka (régebben Ostroga) és az őket tápláló Bałutka, Dobrzynka, Gadka, Jasień és a belé ömlő Karolewka, Olechówka, Augustówka, Jasieniec, Bzura, Łagiewniczanka, Sokołówka, Brzoza, Aniołówka, Wrząca, Zimna Woda Nowosolna és Miazga.

## Története

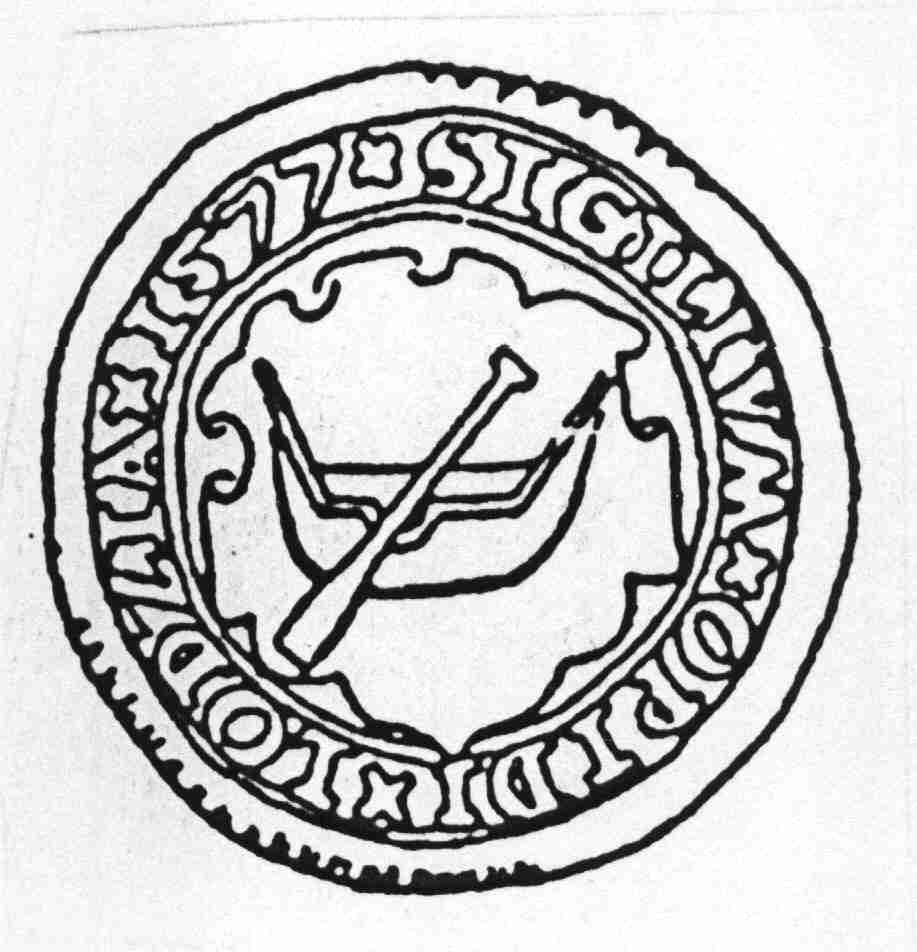
Łódź város pecsétje 1577

Łódź falut először 1332-ben említik oklevélben, városi jogokat és ezzel együtt vásárok szervezésére jogot 1423-ban kap. A 17. század végéig Łódź a Włocławeki egyházmegyéhez tartozó kis mezővárosként fejlődik. Ekkor helyi kézműves és kereskedelmi központtá válik (nyolc malom, valamint kerékgyártó, kádár, szabó, ácsműhelyek és vágóhidak működtek a városban). Ennek a periódusnak a tetőpontján, a 18. század elején a városka 800 lakost számlált. A svéd támadások miatt a század közepén hanyatlás következett be és a város részben elnéptelenedett.
Lengyelország második felosztása során 1793-ban Łódź Poroszországhoz kerül. Ebben az időszakban mindössze 250 lakosa volt, területe a mai Stare Miastóra (óváros) terjedt ki.
1798-ban az egyházi vagyon szekularizációja következtében állami várossá vált. 1807-től az I. Napóleon által kreált Varsói Hercegséghez tartozott, 1815-től pedig a Kongresszusi Lengyelországhoz. 1820-ban a kormány döntése értelmében Łódź csatlakozott az iparvárosok hálózatához, és a posztó- és textilipar központjának
szerepét töltötte be be. Az iparvárosi létre predesztinálták a természeti és jogi feltételek is: az állami tulajdonban levő földet az esetleges betelepülők számára fel lehetett parcellázni, az építkezésekhez rengeteg fa állt rendelkezésre a környéken, és a sok rövid, ám nagy esésű vízfolyás az energiatermelést tette lehetővé.
Łódź ekkor indult meg az iparvárossá válás útján. Łódźba főleg németajkú takácsok települtek be, Wielkopolskából, Sziléziából, Szászországból, Csehországból, Morvaországból és Brandenburgból.
A városi hatóságok 1821 – 1823 között megtervezték és kijelölik a posztókészítők városrészéül a Nowe Miastót (Újváros). Ez a már meglévő Stare Miastótól délre terül el, legfontosabb része a központi fekvésű nyolcszögletű piactér, négy sugarasan szétágazó utcával. A régi piactér mai neve Plac Wolności.
1824–1827 között ismét új városrészt (Łódka) jelöltek ki a Nowe Miastótól délre annak a tengelynek a mentén, amelyet az Ulica Piotrkowska jelent. Rohamos fejlődés indult meg, néhány évtized alatt az apró helységből, amelynek 1830-ban csupán 4 000 lakosa volt, 1865-ben már 40 000, 1900-ban 300 000 és 1914-ben 500 000 polgára volt, ami demográfiai világrekordnak számít. Łódź iparvárosi története kezdetén hatalmas manufaktúrák alakultak, többek között a Ludwik Geyer, amely 1828-tól kezdett terjeszkedni, a Lengyel királyság területén az első gyár, amely gőzgépet alkalmazott, a mai nevén Biała Fabryka. Az 1830-as években ez volt a Lengyel Királyság legnagyobb üzeme. Łódź termékeit főleg Oroszországba és Kínába exportálja.
Az 1831-es novemberi felkelés után vámkorlátok és némi stagnálás áll be. A 19. század második felétől azonban újabb konjunktúra kezdődött, amelyet a belső piac megnyílása indított, az első vasútvonal megnyitása 1865-ben Łódź Fabrycznától Koluszkiig a Varsó-Bécs vonalon, az olcsóbb munkaerő megjelenése, a jobbágyfelszabadítás után és az exportlehetőségek újabb megnyitása (a vám eltörlése Oroszország felé) gerjesztett. Ez a sikeres ipar időszaka (Karol Scheibler, Grohman, Izrael Poznański). Megalakultak az első helyi bankok (1872-ben Karol Scheibler kezdeményezésére a Bank Handlowy oraz Towarzystwo Kredytowe m. Łodzi), amelyek elsősorban kereskedelmi hitelekkel foglalkoztak. A varsói bankok is fiókokat nyitottak. Łódź a nagy lehetőségek városává vált, főleg lengyelek, németek, oroszok és zsidók számára. Az „ígéret földje” kifejezés Łódź állandó jelzőjévé vált a publicisztikában, ez a címe Władysław Reymont egyik regényének is. Az akkori nagyok nyoma mindenütt látszik a mai Łódź gyárain, műemlékein, templomain és a temetőkben is.

## Városrészei

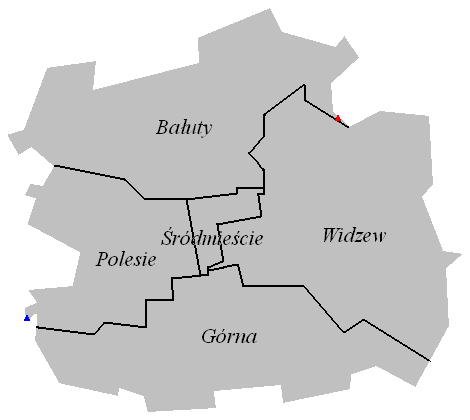
Łódź városrészei, valamint legmagasabb (▲) és legalacsonyabb (▲) pontja

Łódź 5 adminisztratív kerületre oszlik, területüket a táblázat tartalmazza (2003. december 31-i állapot).
| Városrész   | Terület | Terület |
| Városrész   | km²     | %       |
| ----------- | ------- | ------- |
| Bałuty      | 78,9    | 26,8    |
| Górna       | 71,9    | 24,4    |
| Polesie     | 46,0    | 15,6    |
| Śródmieście | 6,8     | 2,3     |
| Widzew      | 90,8    | 30,9    |
| Összesen    | 294,4   | 100     |

## Turisztika

### Műemlékek
- Plac Wolności a klasszicista városházával 1827-ből.
- Ulica Piotrkowska – Európa egyik leghosszabb sétálóutcája, amely mentén eklektikus és szecessziós lakóházak sorakoznak a 19. és 20. századról, többek között:
  - Maksymilian Goldfeder palotája 1892-ből (ul. Piotrkowska 77)
  - Eklektikus lakóház „Gutenberghez” 1896-ból (ul. Piotrkowska 86)
  - Juliusz Heinzel neobarokk palotája 1882-ből (ul. Piotrkowska104, jelenleg a városi hatóságok székháza)
  - Wilhelm Schweikert palotája a 20. század elejéről (ul. Piotrkowska 262/264, jelenleg az Instytut Europejski w Łodzi székháza)
  - Karol és Emil Steinert neoreneszánsz palotája 1896-ből (ul. Piotrkowska 272)
  - Ludwik Geyer háza 1833-ból (ul. Piotrkowska 286.)
- Meyer passzázs – privát utca eklektikus lakóházakkal 1886-ból (Jelenleg ul. St. Moniuszki)
- A Poznański család palotái:
  - Izrael Poznański neobarokk palotája 1898-ból (ul. Ogrodowa 15, jelenleg Łódź várostörténeti múzeuma)
  - Maurycy Poznański palotája 1896-ból (ul. Więckowskiego 36, jelenleg łódźi szépművészeti múzeum)
  - Karol Poznański neoreneszánsz palotája 1904-ből (ul. Gdańska 32, jelenleg łódźi zeneakadémia)
- Karol Scheibler palotája 1865-ből (például Zwycięstwa) (jelenleg łódźi filmmúzeum)
- Edward Herbst rezidenciája 1876-ból (ul. Przędzalniana 72, jelenleg a łódźi szépművészeti múzeum részlege)
- Robert Biedermann palotája 1878-ből (ul. Kilińskiego 2.)
- Arnold Stiller neoreneszánsz villája 1893-ból (ul. Jaracza 45, jelenleg étterem, klubok és irodák vannak benne)
- Jakub Hertz palotája 1898-ból (al. Kościuszki 4, jelenleg a łódźi orvosi egyetem rektori hivatala)
- Rudolf Keller neobarokk villája 1893-ból (ul. Gdańska 49/53.)
- Reinhardt Bennich palotája 1904-ból(ul. Gdańska 89.)
- A łódźi erőmű kis palotája (ul. Gdańska 107.)
- Reinhold Richter szecessziós villája 1904-ből (ul. ks. Skorupki 6/8, jelenleg a łódźi műszaki egyetem rektori hivatala)
- Leopold Kindermann szecessziós villája 1903-ból (ul. Wólczańska 31/33, jelenleg a városi képtár épülete)
- Az egykori Kopisch fehérítőjének klasszicista épülete 1826-ból (ul. Tymienieckiego 5, jelenleg bank)
- Henryk Grohman neoreneszánsz villája 1892-ből (ul. Tymienieckiego 24/26, jelenleg a művészeti könyvek múzeuma)
- Leon Kaufman szecessziós villája 1911-ből (ul. Żeromskiego 96, jelenleg bank)
- „Régi temető”: katolikus, evangélikus és ortodox temető műemlék síremlékekkel, alapítva 1856-ban (ul. Ogrodowa 39/43.)
- Zsidó temető Bałutyban (ul. Bracka 40.), alapítva 1892-ben. Európa legnagyobb zsidó temetője (200 000-nél is több sír 42 hektáron), a világ legnagyobb zsidó síremlékével (Izrael Poznański síremléke)
- Ferences rendi kolostor épületcsoportja (ul. Okólna 185.):
  - Szent Antal barokk temploma (1723)
  - Kolostorépület (1746)
- Fakápolnák csoportja (ul. Wycieczkowa75.):
  - Szent Antal kápolnája (1676)
  - Szent Rókus kápolnája (18. század eleje)
- Szent József római katolikus fatemploma (1768, ul. Ogrodowa 22, áthozva a Stare Miastóból)
- A Szent Kereszt Felmagasztalása neoromán római katolikus temploma (1880, ul. Sienkiewicza 38.)
- Alekszandr Nyevszkij ortodox neobizánci temploma (1884, ul. Kilińskiego 56.)
- Szentháromság neoreneszánsz evangélikus templom (1891, Plac Wolności, jelenleg római katolikus)
- Szent János neoromán evangélikus templom (1884, ul. Sienkiewicza 60, jelenleg római katolikus)
- Szent Máté neoromán evangélikus temploma, (1928, ul. Piotrkowska 283.)
- Mária mennybemenetele római katolikus neogótikus temploma (1897, Plac Kościelny)
- Kosztka Szent Szaniszló neogótikus római katolikus katedrálisa és püspöki palota (1912, ul. Piotrkowska 265.)
- Az ismeretlen katona sírja
- Ludwik Geyer klasszicista szövödéje, ún. „Biała Fabryka” (fehér gyár) (1835 – 1837, ul. Piotrkowska 282/284, jelenleg textilipari múzeum)
- Izrael Poznański eklektikus gyárépület-csoportja (1872 – 1897, ul. Ogrodowa)
- Karol Scheibler eklektikus gyárépület-csoportja, (1855 – 1914 például Zwycięstwa 2., ul. ks. W. Tymienieckiego és ul. Kilińskiego)
- Karol Scheibler munkásainak lakótelepe, „Księży Młyn” (1873 – 1900 ul. Księży Młyn, ul. Przędzalniana, ul. Fabryczna, ul. ks. W. Tymienieckiego)
- Tűzoltóság épületcsoportja (1878, ul. ks. W. Tymienieckiego 30.)
- Ludwik Grohman eklektikus szövödéje (1896, ul. Targowa)

### Más érdekességek
- Łódźi állatkert – ul. Konstantynowska, alapítva 1938-ban
- Łódźi botanikus kert – ul. Krzemieniecka, 64 hektárnyi területen 9 tematikus részleg: lengyel flóra, japánkert, növényrendszertan, alpinárium, arborétum, dísznövények, ipari és gyógynövények, növénybiológia, növények a parkban.
- Pálmaház a legrégebbi łódźi parkban, a Źródliskában – ul. Piłsudskiego
- Łagiewnicki erdő: Európa legnagyobb városmenti erdeje, amelynek egy része természetvédelmi terület
- Łódźi parkok – több mint 30 park van Łódźban
- Rudzka Góra hegy – ul. Starorudzka hegyi kerékpár pályákkal, 800 méteres szánkópályával
- Híres łódźiak utcai szobortára, ul. Piotrkowska
- A világ legnagyobb graffitije: több, mint 900 m² felületű – ul. Piotrkowska 152.
- 0-s műemlék villamosvonal, minden nyári vasárnap közlekedik
- Centrum Manufaktura, Európa egyik legnagyobb bevásárló- és szórakozó-központja – ul. Ogrodowa 17.

## Kultúra
- Filharmonia Łódzka (Łódźi Filharmónia)

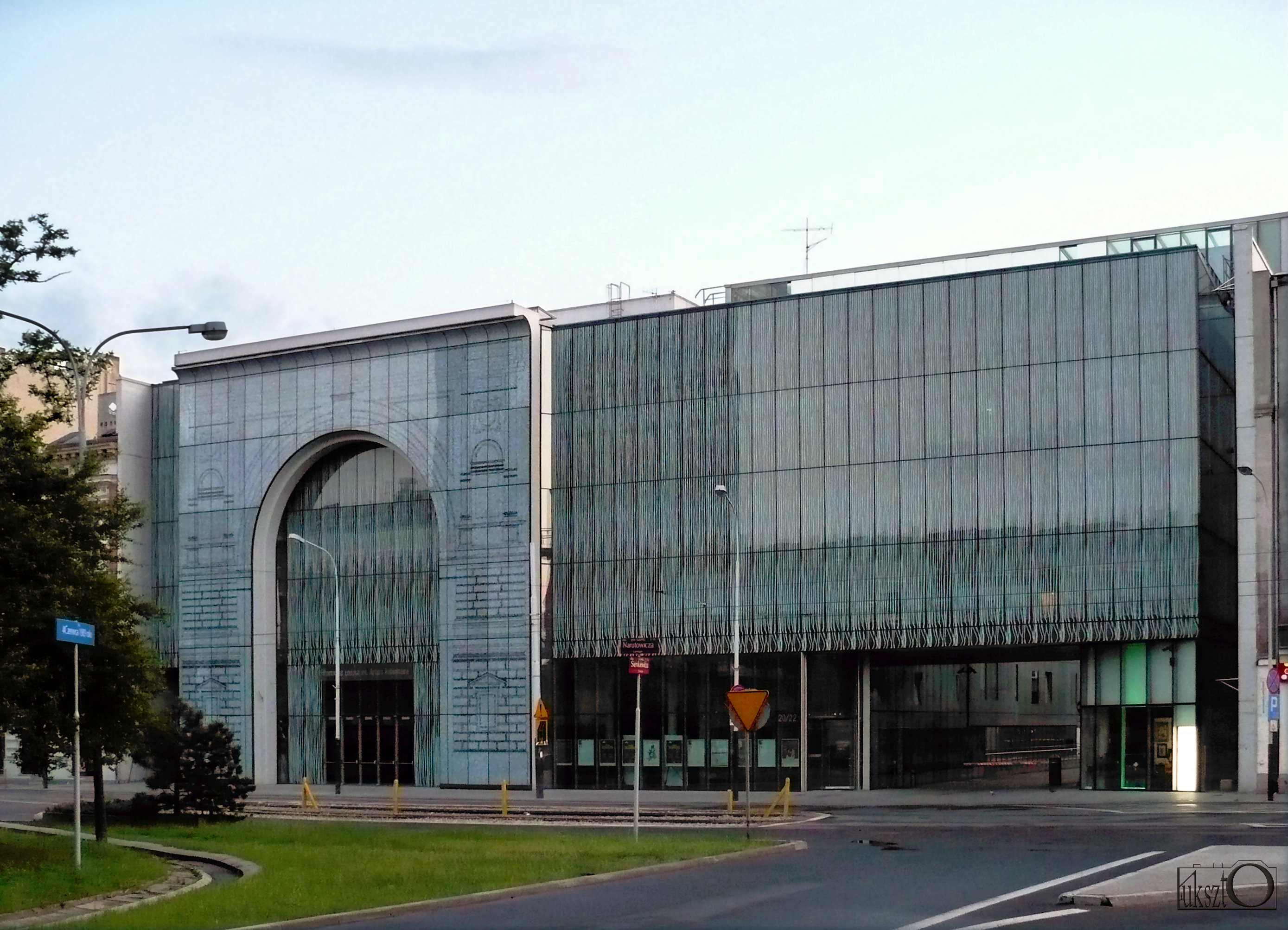
A łódźi filharmónia

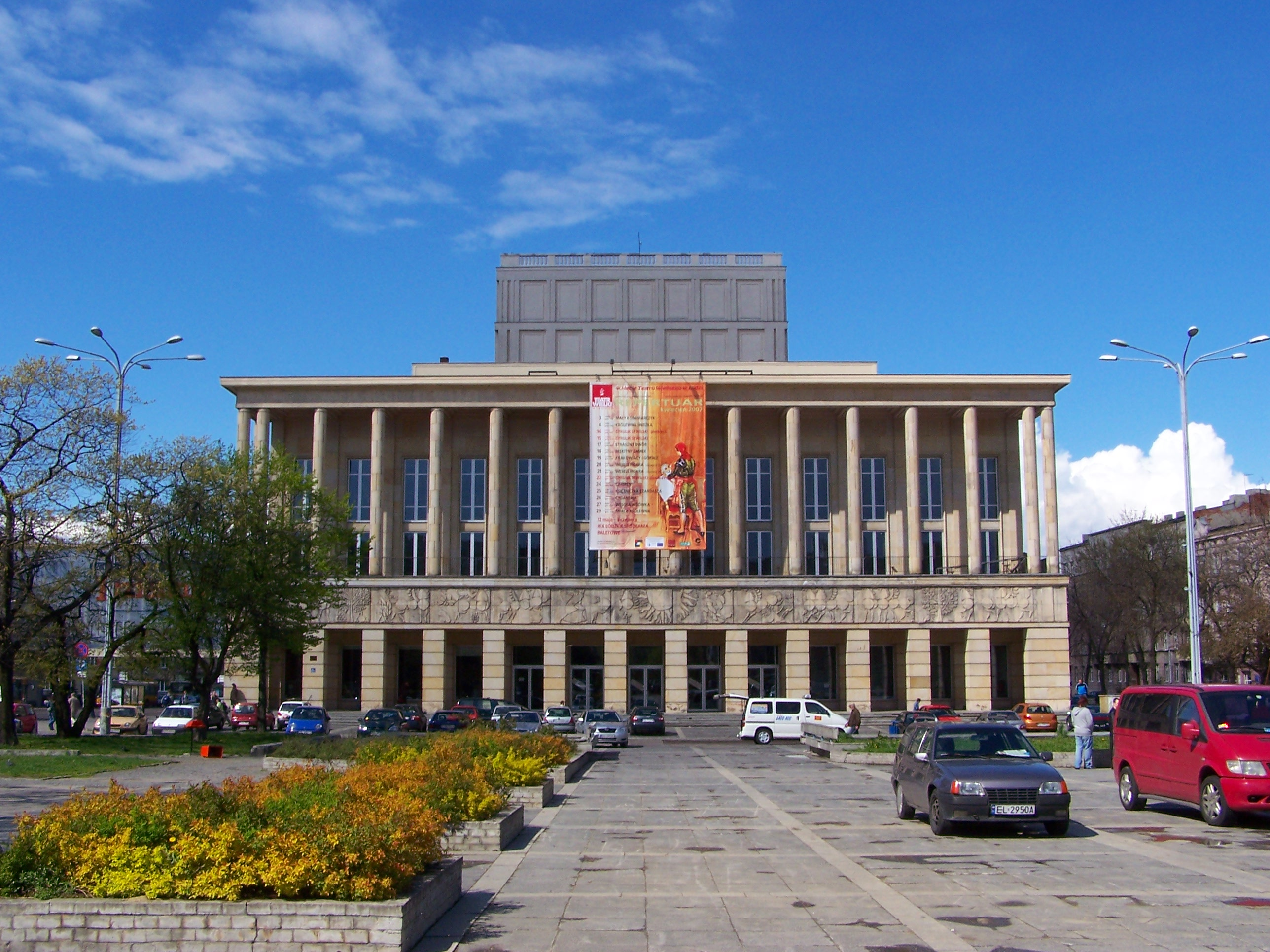
Teatr Wielki (Nagyszínház)

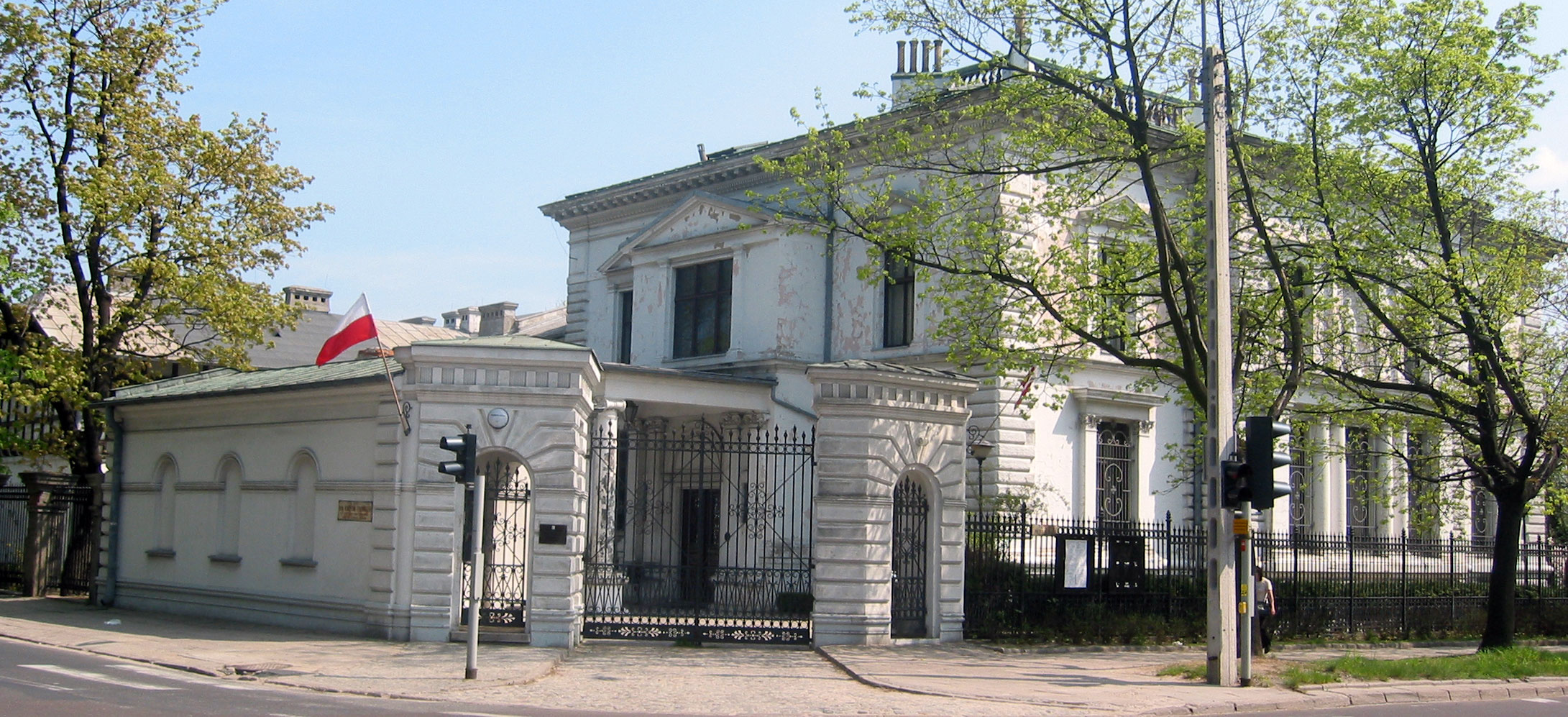
Művészeti Múzeum

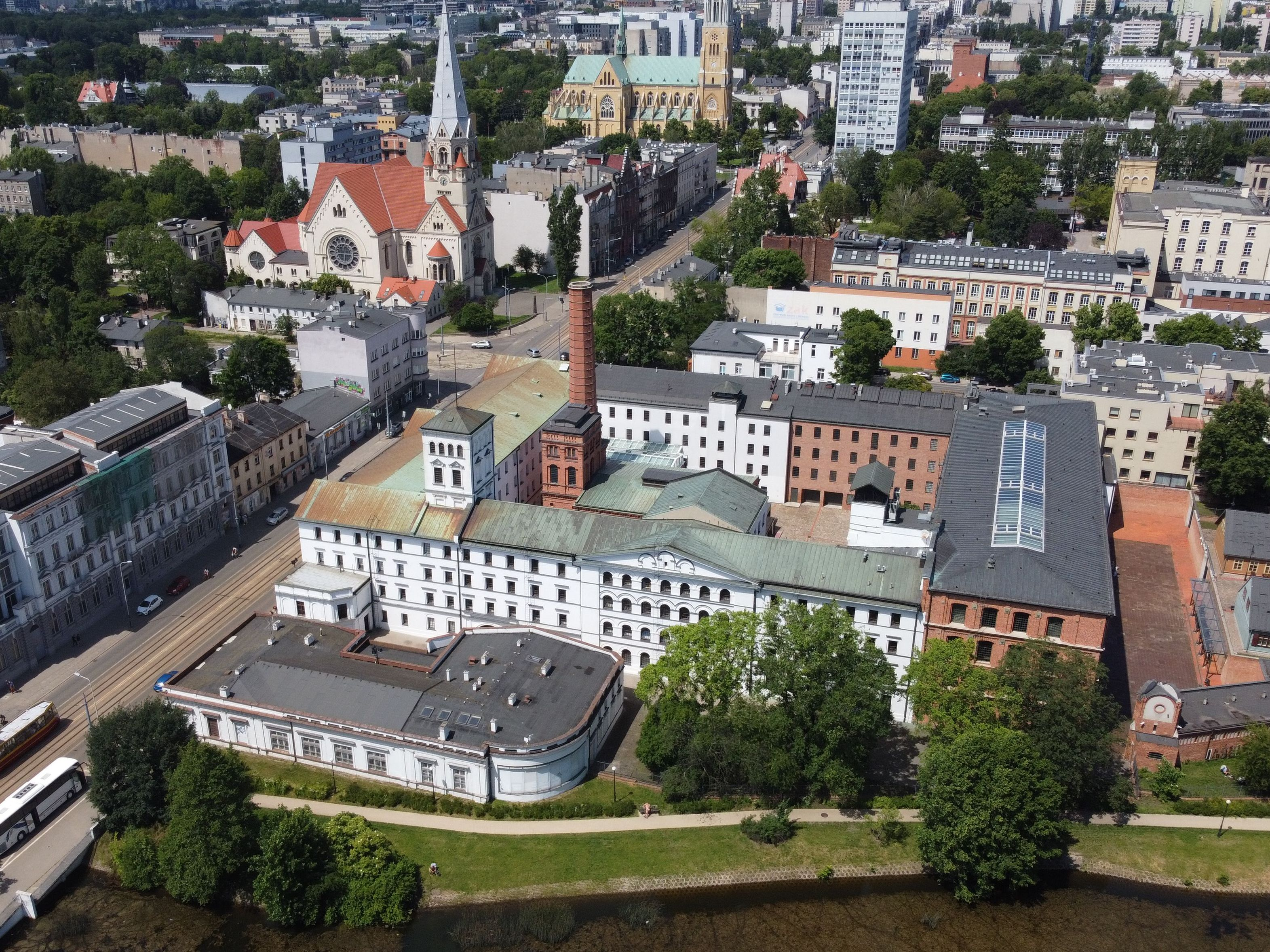
Geyer „Fehér Gyár”-a („Biała Fabryka”)

- https://web.archive.org/web/20070604205015/http://www.4film.pl/ Wytwórna Filmów Fabularnych (Játékfilmgyár)
- Se-ma-for (animációs filmgyár)

### Fesztiválok
- Camerimage (2000-2009)
- Festiwal Dialogu Czterech Kultur (Négy Kultúra Dialógusának Fesztiválja)
- Międzynarodowy Festiwal Fotografii (Nemzetközi Fotófesztivál)

### Színházak
- Teatr Wielki (Nagyszínház)
- Teatr Muzyczny (Zenés Színház)

### Múzeumok
- Muzeum Historii Miasta Łodzi (Łódźi Várostörténeti Múzeum)
- Narodowe Muzeum Sztuki (Nemzeti Szépművészeti Múzeum)
- Centralne Muzeum Włókiennictwa (Központi Textilipari Múzeum) (Nemzetközi Textiltriennálé)
- Muzeum Kinematografii (Filmtörténeti Múzeum)
- Muzeum Archeologiczne i Etnograficzne (Régészeti és Néprajzi Múzeum)
- Muzeum Tradycji Niepodległościowych (Függetlenség Hagyománya Múzeum)
- Muzeum Przyrodnicze Uniwersytetu Łódzkiego (a Łódźi Egyetem Természettudományi Múzeuma)
- Muzeum Przyrodnicze Zakładu Zoologii Doświadczalnej i Biologii Ewolucyjnej Uniwersytetu Łódzkiego
- Muzeum Artystów (Művészek Múzeuma)
- Muzeum Geologiczne Wydziału Nauk Geograficznych Uniwersytetu Łódzkiego (A Łódźi Egyetem Természettudományi Karának Földtani Múzeuma) Archiválva 2009. szeptember 19-i dátummal a Wayback Machine-ben
- Muzeum Oświaty Ziemi Łódzkiej (Művelődési Múzeum)
- Muzeum Książki Artystycznej (Művészeti Könyvek Múzeuma)
- Muzeum Polskiej Wojskowej Służby Zdrowia przy Zakładzie Historii Medycyny WAM (Lengyel Katonai Egészségügyi Szolgálat Múzeuma)

## Kutatás és oktatás
- Lengyel Tudományos Akadémia molekuláris és makromolekuláris kutatóközpontja
- Lengyel Tudományos Akadémia mikrobiológiai kutatóközpontja
- Európai ekohidrológiai központ

### Egyetemek és főiskolák
Łódźban jelenleg 23 egyetem és főiskola van (6 állami és 17 nem állami).
Állami intézetek:
- Akademia Muzyczna im. Grażyny i Kiejstuta Bacewiczów (Zeneakadémia) AM
- Akademia Sztuk Pięknych im. Władysława Strzemińskiego (Képzőművészeti akadémia) ASP
- Państwowa Wyższa Szkoła Filmowa, Telewizyjna i Teatralna im. Leona Schillera (Állami film-, televízió- és színházművészeti főiskola) PWSFTviT
- Politechnika Łódzka (Műszaki egyetem) PŁ
- Uniwersytet Łódzki (Łódźi egyetem) UŁ
  - Kihelyezett részleg többek között Sieradzban
- Uniwersytet Medyczny w Łodzi (Orvosi egyetem) UM Archiválva 2022. március 3-i dátummal a Wayback Machine-ben
  - Kihelyezett részleg Piotrków Trybunalskiban

Nem állami intézetek:
- Salezjańska Wyższa Szkoła Ekonomii i Zarządzania (Szaléziánus közgazdasági és államirányítási főiskola) SWSEiZ Archiválva 2006. április 24-i dátummal a Wayback Machine-ben
- Społeczna Wyższa Szkoła Przedsiębiorczości i Zarządzania (Vállalt- és államirányítási társadalmi főiskola) SWSPiZ
  - Kihelyezett részleg Brodnicében, Ostrów Wlkp.-ban, Varsóban és Garwoliniában
- Wyższe Seminarium Duchowne (Felsőfokú papi szeminárium) WSD
- Wyższe Seminarium Duchowne Towarzystwa Salezjańskiego (Felsőfokú szaléziánus papi szeminárium)WSDTS
- Wyższe Seminarium Duchowne Oo. Franciszkanów (Felsőfokú ferencrendi papi szeminárium) WSDOo.F
- Wyższa Szkoła Administracji Publicznej (Közigazgatási főiskola) WSAP
- Wyższa Szkoła Edukacji Zdrowotnej (Egészségügyi főiskola) WSEZ Archiválva 2006. április 13-i dátummal a Wayback Machine-ben
- Wyższa Szkoła Finansów i Informatyki im. prof J. Chechlińskiego (Pénzügyi és informatikai főiskola) WSFiInf
  - Kihelyezett részleg Kaliszban
- Wyższa Szkoła Humanistyczno-Ekonomiczna w Łodzi (Humán-gazdasági főiskola)WSHE
  - Kihelyezett részleg Bydgoszczban és Koninban
- Wyższa Szkoła Informatyki (Informatikai főiskola) WSInf
  - Kihelyezett részleg Bydgoszczban, Włocławekben és Opatówekben
- Wyższa Szkoła Kupiecka (Kereskedelmi főiskola) WSK
  - Kihelyezett részleg Piotrkowi Tryb.-ban, Sieradzban, Koninban i Szczecinekben
- Wyższa Szkoła Marketingu i Biznesu (Marketing és üzleti főiskola) WSMiB
- Wyższa Szkoła Pedagogiczna w Łodzi (Pedagógiai főiskola) WSP
- Wyższa Szkoła Studiów Międzynarodowych (Nemzetközi tanulmányok főiskolája) WSSM
- Wyższa Szkoła Sztuki i Projektowania (Művészeti és design főiskola) WSSiP
- Wyższa Szkoła Turystyki i Hotelarstwa (Turisztikai és szállodaipari főiskola) WSTiH
- Wyższa Szkoła Zawodowa Łódzkiej Korporacji Oświatowej (Szakképzési főiskola) WSZ ŁKO Archiválva 2006. június 27-i dátummal a Wayback Machine-ben

## Sport
Łódzi sportegyesületek:
- AZS Łódź  Archiválva 2006. február 13-i dátummal a Wayback Machine-ben – könnyűatlétika
- Budowlani Łódź  – rögbi
- Klub Rowerowy Adventure  – hegyi kerékpározás
- ŁKS Łódź  – kosárlabda, labdarúgás, röplabda
- Łódzki Klub Jeździecki – lósport
- Orzeł Łódź – salakmotorozás
- Start Łódź – röplabda
- TŻ Łódź – salakmotorozás
- Widzew Łódź  – labdarúgás

## Gazdaság

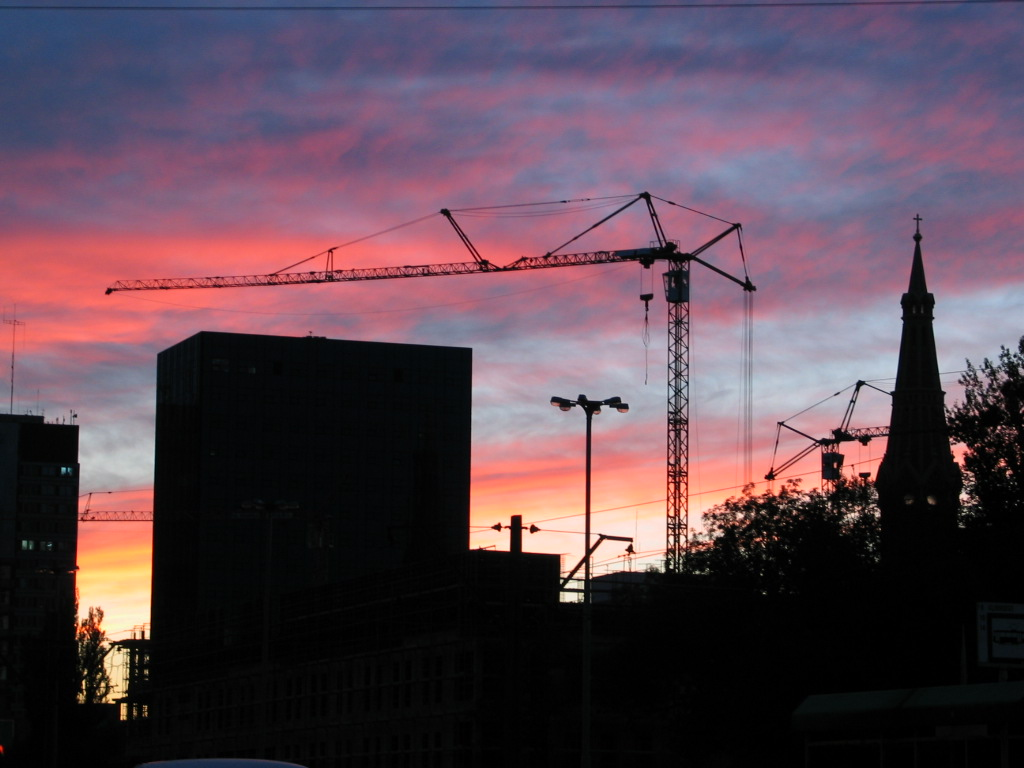
Łódź központja napnyugtakor

A textilipar, amely megalapozta Łódź nagyságát, ma egyre nagyobb jelentőséggel bír. Egyik ilyen példa erre a Wólczanka gyár.
Bankok jelentősek a városban: mBank, Multibank, GE Money Bank, CitiBank. Itt van a Philips könyvelése.Beruházásokat eszközöltek: Ericpol, Telekomunikacja Polska, a Merloni Indesit és a Bosch/Siemens. Fontos iparág a háztartási gépek gyártása.
- Łódźban működik a Łódzka Specjalna Strefa Ekonomiczna (Łódźi különleges gazdasági övezet)
- ŁOP – Łódzki Okręg Przemysłowy (Łódźi ipari körzet)

## Híres łódźiak
Ismert emberek, akik Łódźban születtek vagy dolgoztak:

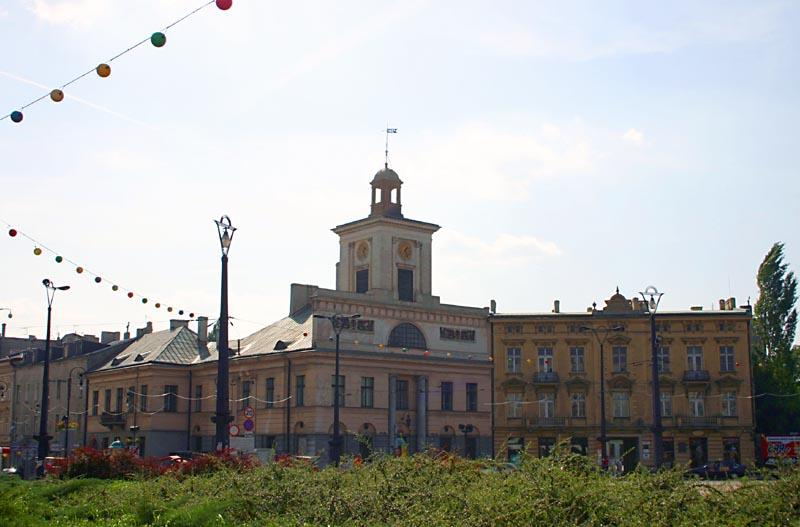
Az ul. Piotrkowska (Piotrkowska u.)

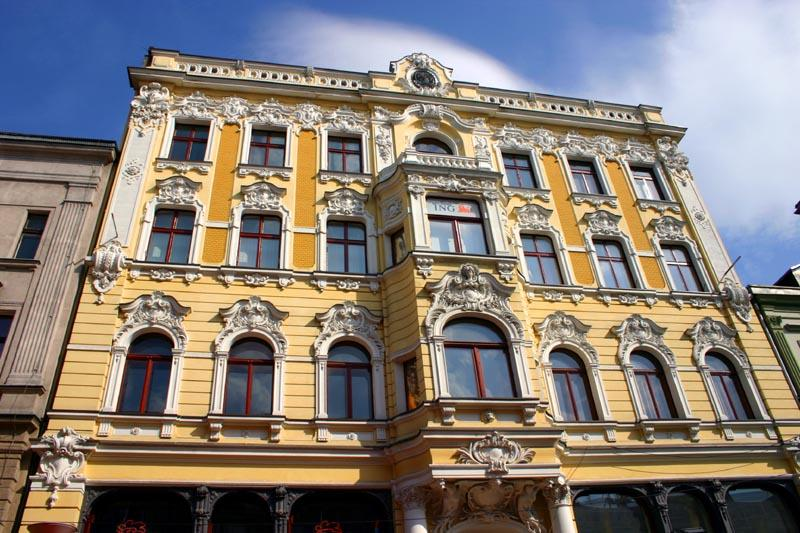
Az ul. Piotrkowska (Piotrkowska u.)

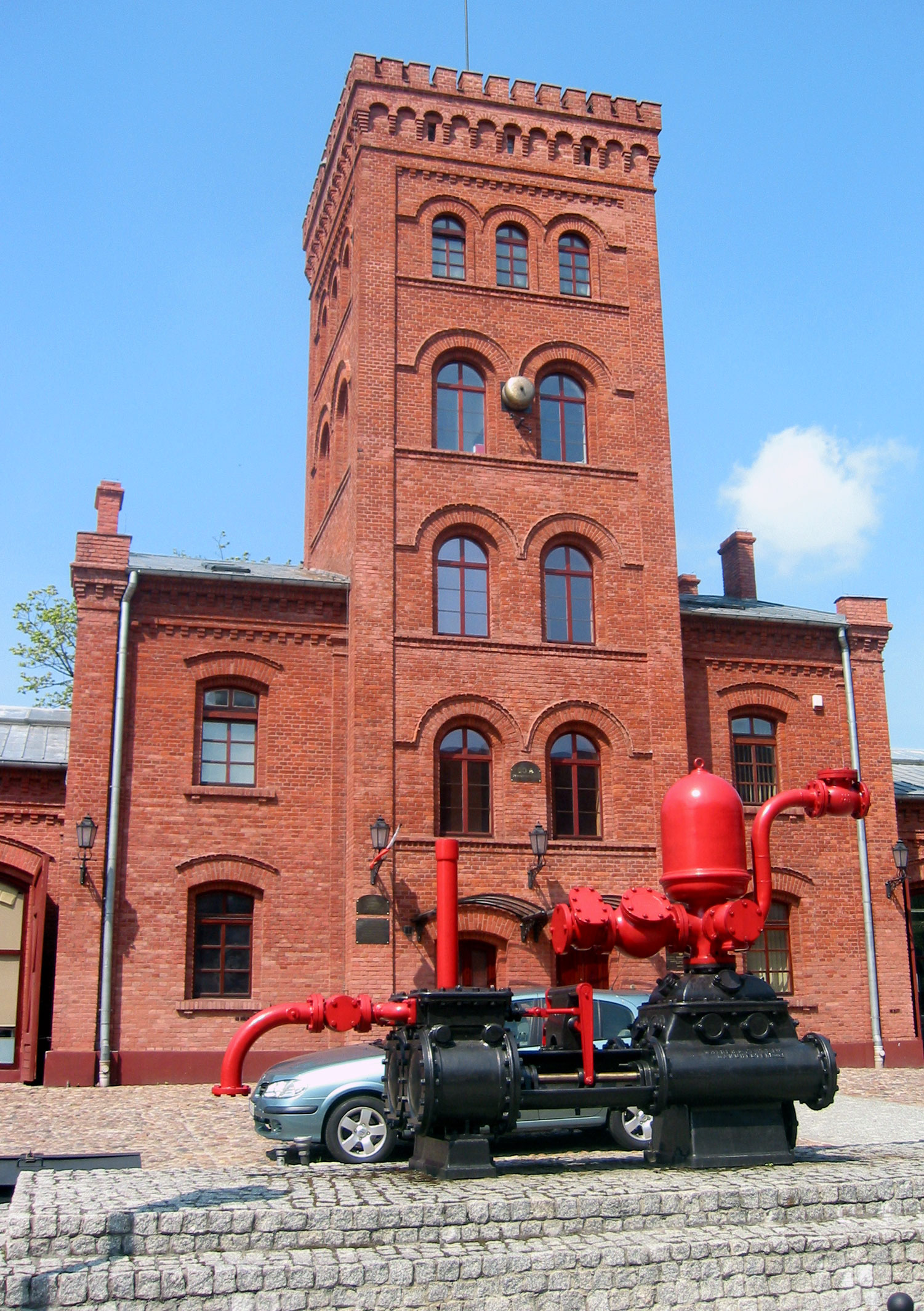
Tűzoltó állomás a Księży Młyn-nél

- Oszip Abdulov – híres szovjet színész
- Andrzej Bartkowiak – filmkészítő és rendező Hollywoodban
- Artur Brauner – filmrendező Németországban
- Avraham Chalfi – zsidó színész Izraelben
- Max Factor – sminkművész
- Joseph Green – zsidó színész Lengyelországban és New Yorkban
- Jan Karski – II. világháborús ellenálló
- Krzysztof Kieślowski – filmrendező
- Jerzy Kosiński – író
- Tadeusz Kotarbiński – filozófus, matematikus
- Daniel Libeskind – építész, az új World Trade Center tervezője
- Stanisław Mikulski – színész
- Artur Partyka – magasugró
- Roman Polański – rendező
- Władysław Reymont – irodalmi Nobel-díjas (1924) író
- Józef Rotblat – az 1995-ös béke Nobel-díj nyertese
- Arthur Rubinstein – klasszikus zongorista
- Mordechai Chaim Rumkowski – a łódźi gettó vezetője (Judenrat) a náci korszakban
- Zbigniew Rybczyński – filmrendező
- Andrzej Sapkowski – író
- Aleksander Tansman – zeneszerző
- Julian Tuwim – költő
- Michał Urbaniak – dzsesszhegedűs
- Yohanan Cohen – a Kneszet tagja

Mások:
- Jadwiga Andrzejewska
- Kiejstut Bacewicz
- Ludwik Geyer
- Ludwik Grohman
- Karol Jonscher
- Aleksander Kamiński
- Katarzyna Kobro
- Władysław Król
- Franciszek Ksawery Drucki-Lubecki
- Stanisława Leszczyńska
- Hilary Majewski
- Jan Moll
- Henry Morgentaler
- Izrael Poznański
- Rajmund Rembieliński
- Karol Scheibler
- Stefania Skwarczyńska
- Bohdan Stefanowski
- Władysław Strzemiński
- Jan Sztaudynger
- Wincenty Tomaszewicz
- Franciszek Walicki
- Marta Wiśniewska
- Lazaro Ludoviko Zamenhof
- Wincenty Zaremba Tymieniecki

### Intézmények, hivatalos honlapok
- A város hivatalos honlapja
- Łódź-Lublinek repülőtér Archiválva 2012. április 14-i dátummal a Wayback Machine-ben
- Lodz Online
- Várostérkép

### Portálok
- Info Łódź
- Virtuális Łódź Archiválva 2006. február 16-i dátummal a Wayback Machine-ben
- Virtuális Łódź 2

### Történelem és műemlékek
- Régi Łódź
- Łódz műemlékei
- Łódź története – Polskie Towarzystwo Historyczne
- Kulturális értesítő

### Más
- Fényképek Łódźről
- Google térkép